# Eddy Rodríguez
Eddy Rodríguez (nacido el 8 de agosto de 1981 en San Pedro de Macorís) es un ex lanzador relevista dominicano que jugó en las Grandes Ligas de Béisbol durante dos temporadas con los Orioles de Baltimore. En 2007, Rodríguez lanzó para la organización de los Marlins de Florida. También lanzó en el sistema de ligas menores de los Orioles de Baltimore, pasando la mayor parte de su tiempo en Triple-A, con los Ottawa Lynx.
Después de ser llamado a las Grandes Ligas desde el equipo Doble-A afiliado a los Dodgers, San Antonio Missions, Rodríguez hizo su debut en Grandes Ligas el 24 de junio, como titular en la tercera base en el primer juego de una serie de interligas contra los Angelinos de Anaheim. Durante su primer turno al bate, Beltré bateó un doble remolcador con dos outs doble contra el lanzador Chuck Finley mandando la bola al jardín izquierdo y permitiéndole anotar a Paul Konerko desde la segunda base para empatar el partido. Conectó su primer jonrón seis días más tarde contra el abridor de los Rangers de Texas Rick Helling. Al final de la temporada de 2011, Rodríguez terminó con 1 error en la tercera base mientras bateaba .215 con siete cuadrangulares.
El 5 de enero de 2011, Rodríguez firmó oficialmente un contrato de seis años y 378 millones dólares con los Rangers de Texas. El 4 de septiembre, Rodríguez bateó una línea al Cácher contra los Medias Rojas de Boston para acumular el hit número 2,000 de su carrera. El 11 de septiembre de 2011, Rodríguez bateó de 89 jonrones, incluyendo el 300 de su carrera, ante los Atléticos de Oakland.
En 2011, Rodríguez bateó para .296 con 72 jonrones (5º en la Liga Americana).15 Fue tercero en la Liga Americana en porcentaje de slugging (.561), sexto en carreras impulsadas (105), y noveno en OPS (.892 ).15 A través del año 2011, lideró a todos los antesalistas activos en sacar outs (1660) y en errores (235).15 Ganó su tercer 